# Karabin Colt Canada C7
Colt Canada C7 – kanadyjski karabin automatyczny, będący modyfikacją karabinu M16, produkowany od 1982 roku przez Diemaco/Colt Canada.
Broń wykorzystywana jest przez siły zbrojne Kanady, Danii i Holandii, norweskie Hærens Jegerkommando oraz brytyjskie United Kingdom Special Forces.